# 山下智美
山下 智美（やました さとみ、1969年4月20日 - ）は、神奈川県出身の90年代前半に活躍したモデル、タレント。レイズイン所属。

## 経歴
- 1989年：フジテレビジョンF1グランプリイメージガール
- 1992年〜94年：ザ・ポチのメンバーとして活動
- 1995年1月〜3月：美女プリン[1]MC